# Ce que je cherche
Ce que je cherche est un ouvrage autobiographique de l'homme politique français Jordan Bardella paru le 9 novembre 2024.

## Historique
Le livre est publié le 9 novembre 2024. À la fin du mois, l'éditeur a imprimé 220 000 exemplaires.
En janvier 2025, Mediatransports a annoncé que la publicité pour l'ouvrage ne sera pas diffusée dans les gares françaises.

## Contenu
Dans cet ouvrage autobiographique de 324 pages, Jordan Bardella y traite de la politique internationale et de la place de la France dans le monde. Ce qu'il imagine comme étant l'identité de la France est au cœur du livre.